# Леомил (Алмейда)
Леомил (порт. Leomil) — район (фрегезия) в Португалии, входит в округ Гуарда. Является составной частью муниципалитета Алмейда. По старому административному делению входил в провинцию Бейра-Алта. Входит в экономико-статистический субрегион Бейра-Интериор-Норте, который входит в Центральный регион. Население составляет 134 человека на 2001 год. Занимает площадь 14,62 км².